# 594
594(오백구십사)는 593보다 크고 595보다 작은 자연수다.

## 수학
- 합성수로, 그 약수는 총 16개다. (1, 2, 3, 6, 9, 11, 18, 22, 27, 33, 54, 66, 99, 198, 297, 594)
  - 594의 진약수의 합은 846이므로, 594는 과잉수다.
- {\displaystyle 594=41+43+47+53+59+61+67+71+73+79}
  - 연속하는 소수(素數) 10개의 합으로 나타낼 수 있으며, 이 성질을 지닌 앞의 수는 552, 다음 수는 636이다.
- 세 자연수의 제곱합으로 나타낼 수 있는 방법이 10가지인 가장 작은 수다.

{\displaystyle 594=1^{2}+8^{2}+23^{2}=3^{2}+3^{2}+24^{2}=3^{2}+12^{2}+21^{2}}
{\displaystyle =4^{2}+7^{2}+23^{2}=4^{2}+17^{2}+17^{2}=5^{2}+13^{2}+20^{2}=7^{2}+16^{2}+17^{2}}
{\displaystyle =8^{2}+13^{2}+19^{2}=12^{2}+15^{2}+15^{2}=13^{2}+13^{2}+16^{2}}
- 공차가 9인 세 자연수(3, 12, 21)의 제곱합으로 나타낼 수 있는 수다. 이 성질을 지닌 앞의 수는 525, 다음 수는 669다.

- {\displaystyle 89^{6}-1}은 594로 나누어떨어진다.

## 과학
- NGC 594(영어판): 고래자리 방향에 있는 나선은하.
- 594 미레이유(영어판): 소행성.

## 교통
- 594번 지방도: 대한민국의 과거 지방도. 512번 지방도에 통합되었다.
- 594번 후쿠오카현도(일본어판)

## 군사
- LST-594(영어판): 제2차 세계 대전에 사용된 미국의 전차상륙함.
- U-594(영어판): 제2차 세계 대전에 사용된 나치 독일의 군용 잠수함.

## 문화유산
- 대한민국의 보물 제594호: 최덕지 초상 및 유지초본

## 기타
- 연도: 594년, 기원전 594년